# Ет'єн-Морис Жерар
Ет'єн-Морис Жерар (фр. Étienne Maurice Gérard, нар. 4 квітня 1773  — пом. 17 квітня 1852) — французький військовик, учасник війн часів Великої французької революції та Наполеона I, маршал, пер, прем'єр-міністр Франції.

## Життєпис
Народився 1773 року у м. Дамвілле (Лотарингія, Франція) у родині Жана Жерара, королівського пристава, та Марі-Жанна Сен-Ремі. Отримав початкове навчання у своєму місті. Підтримав Французьку революцію. У 1791 році поступив до 2-го батальйону добровольців Маасу. Він отримав бойове хрещення у 1792 році під час проходу через Аргонський ліс. Надалі знаходився під командуванням генерала Дюмур'є. Брав участь у битвах при Жеммапе (6 листопада 1792 року) та Неєрвіндені (18 березня 1793 року). За цей час він пройшов шлях від простого солдата до лейтенанта. У 1794 році Жерара направляють до 71-ї напівбригади під орудою Бернадота. У цій бригаді бився при Самбре (12 червня), двічі при Флерюсі (16 та 26 червня), брав участь у захопленні Шарлеруа (25 червня).
Наприкінці 1794 року Жерар разом з напівбригадою Бернадота направляють до Самбро-Мааської амрії, він поступає під командування Жана-Батиста Журдана. Бере участь в усіх боях 1795—1796 років, незабаром призначається заступником голови напівбригади.
У 1797 році Жерар отримує звання капітана, помічником-ад'ютантом Бернадота, згодом напочатку 1798 року супроводжує посольство до Відня. Надалі був ад'ютантом Бернадота. Втім у 1801 році Жерара було відправлено у запас. Лише у 1805 році він повернувся до військ як ад'ютант Бернадота, який на той момент став маршалом. У 1805 році відзначився у битві під Аустерліцем. За відвагу у битві при Галле Жерар отримав звання бригадного генерала. Після цього добре проявив себе у битві при Єні. Після цього виконував обов'язки начальника штабу 9-го корпусу Бернадота. особливо відзначився у битвах під Ерфуртом та Ваграмом у 1809 році. Завдяки цьому 15 серпня 1809 року Наполеон I нагородив Жерар титулом барона імперії.
Після того, як Жерар у 1810 році відмовився слідувати за Бернадотом до Швеції, його направили до Іспанії. Деякий час бився у Португалії, відзначився у битві при Фуентес-де-Оноре 5 травня 1811 року.
У військовій кампанії 1812 року проти Росії очолював 10-у бригаду легкої кавалерії. Сприяв перемозі у битві під Смоленськом. Після Бородинської битви отримує звання дивізійного генерала й стає начальником 3-ї дивізії 1-го корпусу маршала Даву. При відступі з Росії командував ар'єргард корпусу Даву. 21 січня 1813 року отримує титул графа імперії.
У військовій кампанії 1813 року командував 11-им корпусом, проявив себе у битвах при Люцені та Бауцені, де його було поранено. Після лікування сприяв успіхам французів у битвах при Нідер-О та при Кацбасі. Тяжко був поранений у битві при Лейпцигу. Втім брав участь у військовій кампанії 1814 року. Хоробро бився при Брієні та Ла-Рот'єре. Сприяв французькій перемозі у битвах при Сен-Дізьє, Ножані, Нанжі і Монтеро.
Після реставрації Бурбонів, на знак вдячності Людовик XVIII зробив його лицарем Королівського та військового ордена Святого Людовика (1 червня 1814) і Великого хреста ордена Почесного легіону (29 липня 1814). Незабаром після цього він був призначений генеральним інспектором 5-го військового відділу й очолив військовий табір Белфорт. 22 березня 1815 року Жерар призначається генерал-інспектором піхоти в Ельзасі.
Під час Ста днів Наполеона Бонапарта підтримав останнього. За це 2 червня 1815 року стає пером Франції. Сприяв перемозі Франції при Ваврі та Лін'ї.
За другим зреченням Наполеона I Жерар віддалився до Брюсселя, де у 1816 році одружився. У 1817 році повернувся до Франції. З 1822 року неодноразово обирався депутатом Палати депутатів (також у 1824, 1827, 1830 роках). Тут він підтримував ліберальну опозицію. Сприяв відновленню прав колишніх солдатів Першої імперії.
Під час Липневої революції підтримав Луї Орлеанського, майбутнього короля Луї-Філіпа I. Того ж року стає військовим міністром. 17 серпня 1830 року Луї-Філіп I зробив Жерара маршалом Франції. 17 листопада йде у відставку. У 1831 році знову обирається депутатом парламенту. Тепер він підтримує консерваторів. У 1831 році його призначають головою Північної армії. Жерар під час революції у Бельгії змусив війська Нідерландів у 1832 році відступити на власну територію. Зрештою Жерар увійшов до Брюсселя та Антверпена. За цю звитягу 11 лютого 1833 року він був відновлений у званні пера Франції. У 1834 році знову призначається військовим міністром й водночас прем'єр-міністром. Того ж року йде у відставку. У 1838 році очолює Національну гвардію. 21 жовтня 1842 року він стає великим канцлером Ордену Почесного легіону.
Під час Другої імперії 26 січня 1852 року стає сенатором. Незабаром після цього 17 квітня 1852 року він помер.

## Родина
Дружина — Луїза Роуз Еме-Тимброн-Тимбрен де Валенс
Діти:
- Жорж Кір (1818—1841), дипломат, секретар посольства у Стамбулі
- Фортуна Луї-Моріс (1819—1880), граф, полковник кавалерії
- Ніколь (1822—1845)